# Аббясов, Рушан Рафикович
Руша́н Ра́фикович Аббя́сов (род. 16 октября 1981 года в Москве, Россия) — российский религиозный деятель, муфтий. Первый заместитель председателя Совета муфтиев России, заместитель председателя Духовного управления мусульман Российской Федерации, председатель Духовного управления мусульман Московской области.

## Биография
Родился 16 октября 1981 года в Москве. В 1997 году после четырёх лет обучения окончил общеобразовательную школу с уклоном «Арабского языка и основ ислама» в Катаре. После окончания факультета теологии Московского исламского университета в 2001 году получил духовный сан Имам-хатыб. В том же году прошёл курсы повышения квалификации в Московском институте повышения квалификации работников образования по проблеме «Развитие системы этнокультурного образования». В 2004 году Рушан Аббясов окончил Российскую академию государственной службы при Президенте РФ по специализации «Государственное и муниципальное управление».
С 1997 по 1998 год преподавал в общеобразовательной школе № 1186 с этнокультурным татарским компонентом образования. После с 1998 до 2003 года вёл преподавательскую деятельность в медресе Московской соборной мечети и с 1998 до 2007 года являлся заместителем директора по учебно-воспитательной работе общеобразовательной школы № 1167.
С 2001 года является председателем и имам-хатыбом МРО «Мусульманская община Аль-Ихсан» Ногинского района Московской области. В 2001—2002 годах — заместитель заведующего Международным отделом Духовного управления мусульман Европейской части России, а с
2002 по 2011 год — директор международного департамента Совета муфтиев России. С 2009 года является генеральным директором и главным редактором издательского дома «Читай».
В 2010 году Рушан Аббясов стал имам-мухтасибом и председателем ЦРОМ «Мухтасибат Московской области», а в 2012 году Муфтием, председателем Духовного управления мусульман Московской области.
В 2015 году Аббясов с отличием завершил обучение в магистратуре в Российской академии народного хозяйства и государственной службы при Президенте РФ по специализации «Безопасность межконфессиональных и межэтнических отношений».
Рушан Рафикович Аббясов женат, воспитывает 2 сыновей и дочь.
С 2011 года является заместителем председателя и руководителем аппарата Совета муфтиев России.
С 2012 года является Муфтием, председателем Духовного управления мусульман Московской области.
С 2012 года преподаёт в Московском исламском университете.
С 2014 года является первым заместителем Председателя Совета муфтиев России и Духовного управления мусульман Российской Федерации.
В 2018 году в Российской академии народного хозяйства и государственной службы при Президенте Российской Федерации под научным руководством доктора философских наук, доцента С. А. Семедова защитил диссертацию на соискание учёной степени кандидата философских наук по теме «Современная социальная доктрина ислама» (специальность 09.00.14 — Философия религии и религиоведение) Официальные оппоненты — доктор философских наук, профессор Ф. Ю. Албакова и кандидат философских наук, доцент Д. А. Брилёв. Ведущая организация — Институт востоковедения РАН.
Автор учебного пособия «Арабский для начинающих», многочисленных публикаций, монографий и статей.
В ходе профессиональной деятельности он принимал участие в организации различных российских и международных конференций, саммитов и семинаров. Рушан Аббясов является председателем оргкомитетов Московского Международного конкурса чтецов Корана.

## Звания и должности
- Член Общественного совета при ГУ МВД России по г. Москве[3].
- Член Общественной палаты Московской области[4];
- Член Российско-китайской группы по контактам и сотрудничеству в религиозной сфере совета по взаимодействию с религиозными объединениями при Президенте Российской Федерации;
- Член Общественного совета при полномочном представительстве Республики Татарстан в Москве;
- Член Совета региональной татарской национальной культурной автономии города Москвы;
- Член наблюдательного совета интернет-портала «Россия для всех»;
- Член консультативного совета по взаимодействию с российскими религиозными организациями при МИД РФ.
- Член Общественного совета Департамента здравоохранения города Москвы
- Член Общественного совета ГУ МВД России по г. Москве
- Член Экспертно-консультативного совета при Межведомственной рабочей группе по вопросам межнациональных отношений при Правительства РФ
- Член Президиума Духовного управления мусульман Российской Федерации
- Член рабочей группы по взаимодействию с религиозными организациями Организационного комитета по подготовке основных мероприятий, связанных с празднованием 75-летия Победы в Великой Отечественной войне 1941—1945 годов
- В 2011 году глава СМР и ДУМРФ Муфтий шейх Равиль Гайнутдин вручил Рушану хазрату Аббясову медаль мусульман России «За духовное единение».
- В августе 2013 года мэр Москвы С. С. Собянин вручил Рушану хазрату Аббясову за большой вклад в развитие социально-экономических и культурных связей между городом Москвой и Республикой Татарстан
- В ноябре 2013 Рушан хазрат Аббясов был награждён юбилейной медалью «20 лет Московской областной Думе»
- В июне 2015 года Президент Республики Татарстан Минниханов Рустам Нургалиевич вручил Рушану хазрату Аббясову благодарственное письмо.
- 23 сентября 2015 года Председатель Совета муфтиев России и Духовного управления мусульман Российской Федерации Муфтий шейх Равиль Гайнутдин вручил Рушану хазрату Аббясову памятную медаль, посвящённую открытию Московской Соборной мечети
- В ноябре 2015 года Губернатор Московской области Андрей Воробьёв вручил Рушану хазрату Аббясову почётный знак «За заслуги перед Московской областью» III степени.
- В марте 2016 года Рушану хазрату Аббясову была вручена благодарность от имени Главы Республики Северная Осетия — Алания Битарова Вячеслава Зелимхановича.
- В апреле 2018 года Губернатор Московской области Андрей Воробьёв вручил Рушану хазрату Аббясову благодарность «За большой вклад в подготовку и проведение Выборов Президента РФ на территории Московской области»
- В мае 2018 года Рушану хазрату Аббясову была вручена благодарность от имени Президента Российской Федерации Владимира Путина «За активное участие в работе по подготовке и проведению выборов Президента Российской Федерации»
- В мае 2018 года Рушану хазрату Аббясову была вручена благодарность от имени главы Карачаево-Черкесской Республики Рашида Темрезова

## Награды
- Знак «За заслуги перед Московской областью» III степени (ноябрь 2015 года)[5]
- Почётная грамота мэра Москвы «За большой вклад в укрепление межконфессионального мира и согласия в обществе и многолетний добросовестный труд» (Июль 2019)
- Медаль-ордена «За заслуги перед Республикой Татарстан» (Август 2020)